# Anammox

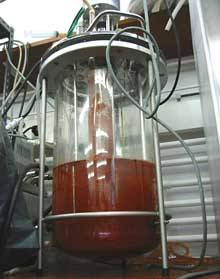
Kultura anaerobních bakterií oxidujících amoniak.

Anammox (z anglického výrazu anaerobic ammonium oxidation, tedy anaerobní oxidace amoniaku) je jeden z procesů v zemském koloběhu dusíku. V rámci této biologické reakce se mění dusitanové a amonné ionty na molekulární dusík a vodu. Díky anammoxu se z moří odčerpává velké množství dusíku a limituje se primární produkce oceánů. Tento proces byl objeven ve druhé polovině dvacátého století.
Rovnice anammoxu vypadá takto:
NH4+ + NO2− → N2 + 2H2O.

## Účast mikroorganismů
Anammox je výhradně biologický proces a podílí se na něm zejména bakterie z kmene Planctomycetes (Planctomycetota), konkrétněji tyto bakterie patří do rodů Candidatus Brocadia, Candidatus Kuenenia, Candidatus Anammoxoglobus, Candidatus Jettenia, Candidatus Anammoximicrobium a mořský rod Candidatus Scalindua. U všech probíhá anammox proces v membránou ohraničeném kompartmentu, tzv. anammoxozomu.

## Užití anammox procesu v praxi
Anammox proces lze využít při čištění komunálních vod i pevných odpadů, v zemědělství, potravinářském, chemickém, petrochemickém průmyslu i metalurgii a obecně zejména při čištění odpadních vod bohatých na amoniak a jiné zdroje dusíku. Výhodou anammox bakterií v čistění odpadních vod je úspora nákladů na aeraci, jelikož tyto bakterie, na rozdíl od jiných druhů používaných k odstraňování amoniaku a jiných dusíkatých látek z odpadních vod, nevyžadují přítomnost kyslíku, naopak jim jeho vyšší koncentrace škodí. Taktéž anammox bakterie nevyžadují přítomnost organických látek, takže se ušetří náklady na recirkulaci kalu nebo přídavek jiných látek. Jejich zdrojem energie jsou totiž přímo anorganické dusíkaté látky, proto také neprodukují oxid uhličitý. Bylo vyvinuto několik návrhů systémů z hlediska provedení, které využívají anammox proces k odstraňování amoniaku.

### Sharon-Anammox
Tzv. Sharon-Anammox proces zahrnuje systém dvou reaktorů, přičemž v prvním aerovaném dochází k částečné oxidaci amoniaku na dusitany aerobními bakteriemi. Voda obsahující zhruba 50 % NH4+ a 50 % NO2− je převáděna do druhého reaktoru, osídleného převážně anammox bakteriemi, kde je drtivá většina těchto dusíkatých látek přeměněna anammox procesem na plynný dusík. Tento proces nachází využití při čištění vod velmi bohatých na amoniak.

### CANON
Název tohoto procesu pochází z anglického Completely Autotrophic Nitrogen Removal Over Nitrite (kompletně autotrofní odstranění dusíku přes dusitany). Je využíván jediný reaktor, v němž se pospolu nacházejí aerobní bakterie, oxidující amoniak na dusitany, a anammox bakterie. Důležité je nastavení, kontrola a udržení správné koncentrace kyslíku. Tento proces má proto limitované využití.

### DEAMOX
DEAMOX proces, jehož název pochází z anglického DEnitrifying AMmonium OXidation (denitrifikační oxidace amoniaku), využívá donory elektronů (např. sulfidy, organické uhlíkaté látky) k přeměně dusičnanů na dusitany prostřednictvím příslušných mikroorganismů. Následně dochází k produkci dusíku z dusitanů a amoniaku díky přítomnosti anammox bakterií.